# Veaugues

Veaugues este o comună în departamentul Cher, Franța. În 1 ianuarie 2022 avea o populație de 605 de locuitori.